# Le Nègre blanc (film, 1925)
Pour les articles homonymes, voir Le Nègre blanc.
Le Nègre blanc est un film français réalisé par Serge Nadejdine, Nicolas Rimsky et Henry Wulschleger sorti en 1925.

## Fiche technique
- Titre : Le Nègre blanc
- Réalisation : Serge Nadejdine, Nicolas Rimsky et Henry Wulschleger
- Scénario : Michel Linsky, Raoul Ploquin
- Photographie : Fédote Bourgasoff
- Producteur : Alexandre Kamenka
- Longueur : 1700 m
- Date de sortie : 
  - France : 18 septembre 1925
- Affiche : René Péron (France)

## Distribution
- Nicolas Rimsky
- Suzanne Bianchetti
- René Donnio
- Madame Courtois
- Jaime Devesa